# Girardia tomasi
Girardia tomasi es una especie de planaria dulceacuícola encontrada en los cursos inferiores del arroyo Valcheta de la Patagonia argentina. Las planarias de esta especie miden unos 14 mm de largo y unos 2 mm de ancho. La superficie dorsal del cuerpo es de color marrón claro con numerosos puntos blancos. Tienen, además, una línea medial blanca que se extiende desde un poco antes del extremo anterior hasta el extremo posterior, flanqueada por una concentración de pigmentacion marrón. Los bordes laterales y la superficie ventral presentan coloración grisácea.
Esta especie fue definida de acuerdo a una combinación de características morfológicas internas de los aparatos reproductores masculino y femenino, acompañado de caracteres moleculares del gen que codifica para la enzima mitocondial citocromo c oxidasa I (COI).